# Stalitella noseki
Stalitella noseki är en spindelart som beskrevs av Karel Absolon och Josef Kratochvíl 1933. Stalitella noseki ingår i släktet Stalitella och familjen ringögonspindlar. Inga underarter finns listade i Catalogue of Life.